# 白瀬峠
白瀬峠（しらせとうげ）は、三重県いなべ市藤原町山口と滋賀県東近江市茨川町の間にある峠。

## 概要
この峠は分水嶺であり、この峠を隔てて滋賀県側は、琵琶湖を経て瀬戸内海に注ぎ、三重県側は太平洋に注ぐ。鈴鹿山脈の主稜線の冷川岳と頭蛇ヶ平との鞍部。

## 各種データ
- 位置：北緯35度10分35.2秒 東経136度26分7.46秒 / 北緯35.176444度 東経136.4354056度
- 標高：1,003m